# 1-й автобоевой отряд
1-й автомобильный боевой отряд (автобоевой отряд) при Всероссийском Центральном Исполнительном Комитете — специальное подразделение для охраны членов советского правительства.
На момент создания автобоевой отряд (позже автобронеотряд), учитывая возложенные на него задачи, метод комплектования личным составом, уровень подготовки бойцов, материально-техническое обеспечение и вооружение, представлял собой, фактически, первое подразделение специального назначения (спецназ) РСФСР. Подразделение структурно не входило ни в состав Красной Армии, ни в состав ВЧК, подчинялось непосредственно Председателю ВЦИК Я. М. Свердлову.

## Задачи
- охрана и оборона высших должностных лиц рабоче-крестьянского правительства;
- охрана и оборона здания ВЦИК (позже - Московского Кремля)

## История

Боевая машина 1-го автомобильного боевого отряда.

24 февраля 1918 года председатель ВЦИК Я. М. Свердлов подписал постановление о формировании специального воинского подразделения под названием «1-й автобоевой отряд при Всероссийском Центральном Исполнительном Комитете».
Первоначально численность подразделения была небольшой — до трёх десятков бойцов. Но вооружены они были по тем временам неплохо: два броневика «Остин», четыре грузовика «Фиат» с установленными в кузовах на специальной вертушке спаренными пулемётами «Максим», несколько легковых автомобилей и мотоциклов с ручными пулемётами. В списках автоотряда числился С.К. Гиль — личный шофёр В. И. Ленина.
Первым серьёзным заданием стало обеспечение безопасности переезда советского правительства из Петрограда в Москву в марте 1918 года. Это особо важное мероприятие проводилось как настоящая чекистская специальная операция с соблюдением строжайшей секретности. Были выделены два бывших царских поезда с великолепно оборудованными вагонами. Их подогнали ночью к тихой и безлюдной железнодорожной платформе «Цветочная». Туда же были тайно доставлены охраняемые броневиками отряда ВЦИК члены рабоче-крестьянского правительства и перевезено всё имущество. С погашенными огнями поезда медленно покинули место погрузки.
На станции Малая Вишера правительственный поезд был остановлен солдатами-анархистами, однако бойцы отряда окружили состав с нападавшими и под угрозой пулемётов разоружили их. Правительственный поезд благополучно проследовал дальше. До Москвы больше происшествий не случилось.
16 марта 1919 года после смерти Я. М. Свердлова, автобоевой отряд был переименован в 1-й Автоброневой отряд имени Якова Свердлова.
В начале 1921 года автобронеотряд переподчинён ВЧК, но продолжал выполнять задачи по охране советского правительства.
В апреле 1921 года был создан отряд особого назначения (Отряд ОСНАЗ) ВЧК (с 1922 года ОГПУ) в составе трёх стрелковых рот, пулемётной команды, кавалерийского эскадрона, команды связи, хозяйственной команды и обоза. В октябре в состав отряда ОСНАЗ был введён 1-й автобронеотряд. Штат отряда ОСНАЗа насчитывал 1097 человек.
В 1924 году отряд ОСНАЗ ОГПУ пополнился стрелковым полком и Суздальским дивизионом ОГПУ. 17 июня отряд переформирован в Дивизию особого назначения (ДОН). С этого момента задачи дивизии расширились — она принимала участие в охране общественного порядка в Москве и борьбе с бандитизмом.
Формированием дивизии занимался лично Дзержинский. В июле 1926 года, после смерти Дзержинского, дивизии присвоено его имя. С этого момента официальное название соединения — Дивизия особого назначения войск ОГПУ имени Ф. Э. Дзержинского.
В 1920-е годы части дивизии принимали активное участие в подавлении контрреволюционных мятежей и борьбе с басмачеством в Средней Азии.
В таком виде она просуществовала до 1994 года, когда была переименована в ОДОН внутренних войск МВД России.
В 1930-е годы жизнь многих бывших телохранителей советских вождей закончилась у стенки. В 1938 году как «враг народа» был расстрелян бывший командир отряда Ю. В. Конопко. Та же участь постигла интернационалиста и трижды орденоносца Ю. Я. Марцинка. 26 июня 1938 года Марцинк был арестован органами НКВД СССР, содержался в Бутырской тюрьме. В январе 1940 года его дело было прекращено, а сам он был освобождён.  Другой кавалер трёх орденов Красного Знамени, В. В. Игнатович, при странных обстоятельствах скончался в психиатрической больнице.
C историей и боевыми делами автобронеотряда ВЦИК имени Свердлова можно ознакомиться в Центральном музее внутренних войск МВД России. Вниманию посетителей предложены фотографии, боевые награды, личное оружие командиров и бойцов отряда. Здесь Красное Знамя от ВЦИК «За подвиги», которым когда-то так гордились «свердловцы». Дата создания отряда — 24 февраля ежегодно отмечается как День части одного из полков ОДОНа — бывшей дивизии имени Ф. Дзержинского.